# Marietta Sergejewna Schaginjan

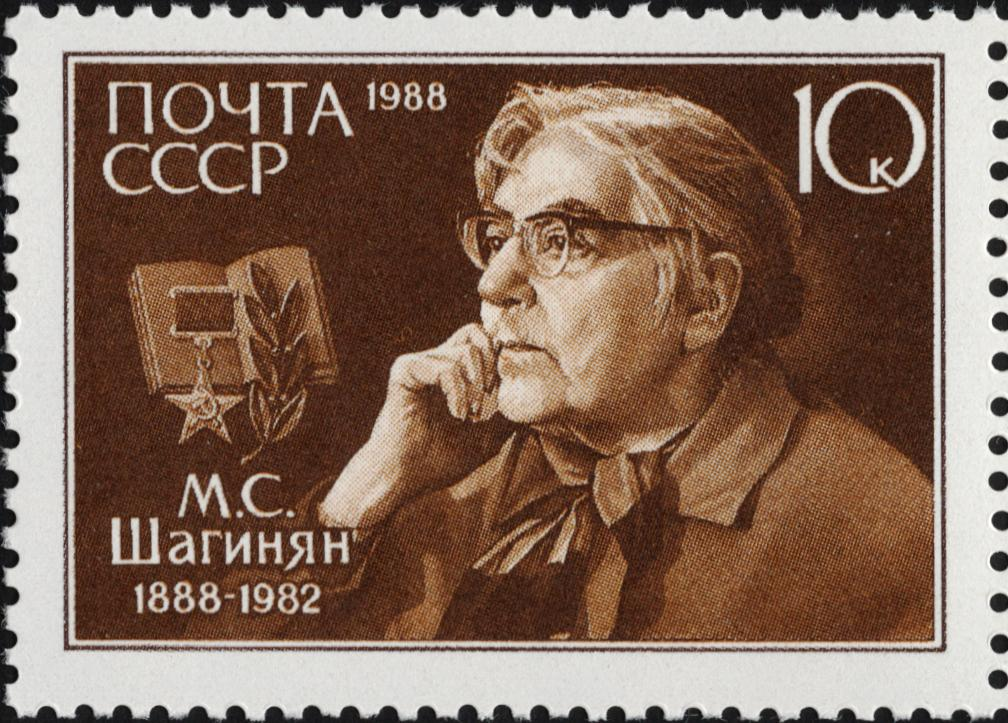
Briefmarkenausgabe zum 100. Geburtstag von M. S. Schaginjan (UdSSR 1988)

Marietta Sergejewna Schaginjan (russisch Мариэтта Сергеевна Шагинян, armenisch Մարիետա Սերգեյի Շահինյան; * 21. Märzjul. / 2. April 1888greg. in Moskau; † 20. März 1982 ebenda) war eine sowjetische Schriftstellerin armenischer Abstammung. Sie studierte Philosophie, Musik und Naturwissenschaften, arbeitete aber auch als Textilweberin und Dozentin für Ästhetik.

## Leben
Schaginjan arbeitete viele Jahre als Korrespondentin der Parteizeitung Prawda und veröffentlichte mehrere Gedichtbände und Novellen.
Mess-Mend gilt als der erste sowjetische Kriminalroman. Er erschien im Original als zehnbändige Heftserie, deren Titelseiten vom Avantgardisten Alexander Michailowitsch Rodtschenko gestaltet wurden.
Der Asteroid (2144) Marietta wurde nach ihr benannt.

## Auszeichnungen
Marietta Schaginjan erhielt folgende Auszeichnungen:
- Orden des Roten Banners der Arbeit (1939, 1958)
- Ehrenzeichen der Sowjetunion (1943)
- Orden des Roten Sterns (1945)
- Mitglied der Armenischen Nationalen Akademie der Wissenschaften (1950)
- Stalinpreis (1951)
- Leninorden (1967, 1976)
- Orden der Oktoberrevolution (1971)
- Leninpreis (1972)
- Held der sozialistischen Arbeit (1976)

## Werke in deutscher Übersetzung
- Abenteuer einer Dame. Roman. Malik-Verlag, Berlin 1924.
  - Neuausgabe: Verlag der Nation (Reihe „Roman für alle“ Bd. 207), Berlin 1972.
- Mess-Mend oder Die Yankees in Leningrad. Neuer Deutscher Verlag, Berlin 1925.
  - Neuausgabe: Anabas-Verlag, Gießen 1987, ISBN 3-87038-124-8.
- Das Wasserkraftwerk. Ring-Verlag, Zürich 1934[3]; Karl Dietz Verlag, Berlin 1952.
- Leben und Leute in Armenien. Quer durchs Sowjetland. SWA-Verlag, Berlin 1947.
- Auf des Fünfjahrplans Bahnen. Karl Dietz Verlag, Berlin 1952.
- Eine Reise durch Sowjetarmenien. Deutsch von Felix Loesch. Die Verse übersetzte Alexander Böltz. Verlag Kultur und Fortschritt, Berlin 1953.
  - Mit dem Titel Reise durch Sowjetarmenien (aus dem Russischen von Franz Leschnitzer): Verlag für fremdsprachige Literatur, Moskau 1954.
- Über die Freiheit des Schaffens in der sowjetischen Kunst. Sowjetischer Informationsdienst, Wien 1953.
- Goethe. Mit einem Vorwort von Walther Victor. Aus dem Russischen von Traute Stein. Verlag Kultur und Fortschritt, Berlin 1952; Brücken-Verlag, Essen 1952.
- Schicksal in eigener Hand. Ein Arztroman. Aus dem Russischen von Mimi Barillot. Verlag Kultur und Fortschritt, Berlin 1958.
- Die Familie Uljanow. Aus dem Russischen übersetzt von Hans Herrfurth und Thomas Reschke. Verlag Kultur und Fortschritt, Berlin 1959.
- Weihnachten in Sorrent. Impressionen und Gedanken. (Reihe „Spektrum“ Bd. 63) Aus dem Russischen von Arno Specht. Verlag Volk und Welt, Berlin 1974.